# Zaburzenia miesiączkowania
Zaburzenia miesiączkowania są przyczyną poważnych dolegliwości mogących zagrażać zdrowiu kobiety, ale również świadczyć o aktualnym jej stanie. Zburzenia te nie dotyczą jedynie nieregularnej częstotliwości, ale także obfitości i bolesności, czy obecności krwawień dodatkowych.
Występujące zaburzenia nie zawsze świadczą o problemach hormonalnych, gdyż mogą być związane również ze stylem życia. W Polsce co piąta kobieta zgłasza się do ginekologa z powodu nieprawidłowych krwawień miesięcznych.
W prawidłowym cyklu miesięcznym może występować bolesność, uśredniona, obecna przed wystąpieniem krwawienia jak i w jego trakcie. Prawidłowa długość cyklu 21-35 dni, a długość samego krwawienia to 3-7 dni. Obfitość krwawienia (eumenorrhoea) powinna zawierać się w przedziale od 30 do 80 ml. 
Najczęstsze objawy zaburzeń miesiączkowania to m.in.:
1. Skrócenie lub wydłużenie czasu pomiędzy miesiączkami
2. Plamienia międzymiesiączkowe
3. Występowanie bardziej obfitych miesiączek niż zazwyczaj
4. Pojawianie się skrzepów krwi

## Nomenklatura
- menses - fizjologiczna utrata krwi (<80 ml)
- amenorrhea primaria - pierwotny brak miesiączki (do 16. roku życia)
- amenorrhea paraprimaria- brak miesiączki u kobiet, u których pierwsze krwawienie wystąpiło po zastosowaniu terapii hormonalnej
- amennorrhea secundaria - wtórny brak miesiączki (brak krwawień przez okres równy co najmniej długości 3 wcześniejszych cykli miesięcznych albo przez 6 miesięcy)
- hypermenorrhoea - obfita miesiączka (utrata krwi >100 ml)
- hypomenorrhoea - skąpa miesiączka (utrata krwi <30 ml)
- polymenorrhoea - częste miesiączki (długość cyklu <21 dni)
- oligomenorrhoea - rzadkie miesiączki (długość cyklu >35 dni nawet do 6 miesięcy)
- menorrhagia - bardzo obfita miesiączka, miesiączka krwotoczna; występuje regularnie (najczęściej przyczyną są zmiany organiczne: mięśniaki podśluzuwkowe, polipy, przerost błony śluzowej macicy, stany zapalne, zaburzenia krzepnięcia krwi)
- metrorrhagia - krwawienie poza cyklem
- menometrorrhagia - nieregularne, obfite krwawienia miesięczne
- dysmenorrhoea- bardzo bolesne krwawienia z obecnymi przy tym nudnościami

## Fizjologiczny brak miesiączki
- przed menarche
- podczas ciąży
- podczas laktacji
- po menopauzie

## Pierwotny brak miesiączki
- zespół Turnera
- dysgenezja gonad
- brak macicy lub pochwy
- guzy przysadki mózgowej
- brak lub niedorozwój jajników
- zarośnięcie błony dziewiczej, pochwy lub szyjki macicy (atrezja)
- hiperprolaktynemia, prolactinoma
- pierwotna niedoczynność tarczycy
- wrodzony zespół nadnerczowo-płciowy
- choroba Cushinga
- zespół Rokitansky'ego

## Wtórny brak miesiączki
- stres
- dieta
- wyczynowo uprawiany sport
- intensywna praca
- stosowanie doustnej antykoncepcji hormonalnej
- stosowanie wkładek wewnątrzmacicznych
- zmiany klimatyczne lub stref czasowych
- przedwczesne wygaśnięcie czynności jajników
- zespół policystycznych jajników
- zrosty w macicy, szyjce lub pochwie
- anoreksja, bulimia
- guzy mózgu
- hiperprolaktynemia
- zespół Sheehana
- choroby tarczycy
- zespół Cushinga
- zmiany w macicy na skutek przybytego zabiegu łyżeczkowania, czy operacji

## Klasyfikacja zaburzeń miesiączkowania
WHO (1976 rok) wyróżnia siedem grup zaburzeń miesiączkowania:
1. Niewydolność podwzgórzowo-przysadkowa.
2. Zaburzenia czynności osi podwzgórze-przysadka.
3. Pierwotna niewydolność jajników.
4. Wady lub uszkodzenia macicy.
5. Guzy okolicy podwzgórzowo-przysadkowej wydzielające prolaktynę.
6. Zaburzenia osi podwzgórzowo-przysadkowej z hiperprolaktynemią.
7. Guzy pozapalne lub pourazowe okolicy podwzgórzowo-przysadkowej.

## Leczenia zaburzeń miesiączkowania
Początkowo leczenie polega na uregulowaniu cyklu zmianą stylu życia. Kobiecie proponuje się uregulowanie codziennych zajęć, racjonalne odżywianie czy wyeliminowanie lub zmniejszenie sytuacji stresowych. Tylko wyjątkowe nieprawidłowości leczone będą wprowadzoną przez lekarza terapią hormonalną, która będzie miała za zadanie uregulować cykl oraz zmniejszyć objętość krwawień.
W skrajnych przypadkach wykonuje się ablację endometrium, czyli chirurgiczne usunięcie błony śluzowej wyściełającej jamę macicy. Zabieg wykonuje się najczęściej w okresie menopauzalnym, bądź u kobiet nie reagujących na terapię hormonalną.